# Feel-Good (registre)
Pour les articles homonymes, voir Feel Good.
Le feel-good (anglais pour « se sentir bien » ou « bonheur ») est un registre d'origine anglo-saxonne qui désigne une œuvre culturelle dont la caractéristique principale est de donner un sentiment de bonheur.

## Définition
Une œuvre de tonalité feel-good est un élément culturel dont la vision positive permet de créer un sentiment de bien-être, voire de bonheur,. Elle se remarque également par sa simplicité de lecture, quels que soient les formats. Ces derniers peuvent être sous forme de livres (feel-good-book), de films (feel-good-movie) ou de musiques (feel-good-music). De ce fait, les critères d'appartenance au feel-good varient selon les contraintes des supports[pas clair].

## Histoire
Devenu très populaire au début du XXIe siècle, ce registre est d'origine anglo-saxonne, en particulier aux États-Unis. Il a fait son apparition dans les commerces comme moyen de communication. Les Quatre Filles du docteur March de Louisa May Alcott (1868), Voyages avec ma tante de Graham Greene (1969) sont communément considérés comme étant les premiers documents du registre feel-good de l'Histoire,.
Aujourd'hui, l'expression est principalement utilisée dans le cadre du marketing, qui détermine les critères.

## Formats
Le registre feel-good peut se décliner sur plusieurs formats différents. Les plus connus sont les livres et les films, mais les effets ont été constatés dans les formats audios. Les sections qui suivent décrivent les critères principaux des formats en question, accompagnés de quelques exemples.

### Cinéma et télévision
Sur les écrans, le registre feel-good se manifeste par les effets positifs sur les spectateurs, entre autres grâce à la fluidité de l'écriture, de l'image ou encore le choix musical. La comédie et la romance sont les genres principaux, mais d'autres comme les biopics ou les documentaires peuvent recevoir cette description.
Cependant, des formats plus modestes, comme de simples vidéos courtes sur Internet, peuvent recevoir la description (ou tag) feel-good.
Pendant les confinements sanitaires du covid19, le registre feel-good concernant les films et séries a été particulièrement mobilisé pour contrer l'ennui d'une part, le mal-être de l'autre.

#### Films
Les films feel-good sont de genres variés. On connaît aussi bien des romances (Chantons sous la pluie, Mamma Mia!), des drames (La Couleur des sentiments), des comédies (La Revanche d'une blonde) que des biopics (Rédemption, The Blind Side). Des dessins animés, comme Mon voisin Totoro, se sont également vus attribuer l'appellation de films feel-good par le public.

#### Télévision
Concernant les séries télévisées, les feel-good sont principalement des comédies et des soap-opéras (Les Craquantes, Friends, Glee). Toutefois, on trouve aussi des feel-good dans d'autres genres (Leverage). 
Le point commun est la fluidité de l'histoire et la simplicité des péripéties. Mais les séries feel-good sont principalement choisies parmi les comédies qui font rire et remontent le moral.

### Jeux vidéo
Les jeux vidéo ont des effets de bien-être du fait de la production de dopamine par le cerveau pendant une partie. Cependant, avoir du plaisir ne signifie pas que tous les jeux sont feel-good, car les réactions aux jeux varient selon les effets recherchés par les développeurs (on pensera aux jeux d'horreurs comme Until Dawn où les développeurs ont fait des tests de nature scientifique pour rendre le jeu plus efficace). 
Par conséquent, un jeu considéré feel-good aura plusieurs éléments spécifiques : son objectif est de créer du bien-être et non seulement du divertissement. Il a souvent un gameplay simple, des graphismes de bonne qualité, un choix musical réfléchi et présente souvent un aspect poétique général. De ce fait, la plupart des jeux concernés par le registre sont souvent des RPG (Journey) et/ou des jeux de gestion (My Time at Portia, Stardew Valley).

### Littérature
En littérature, le registre feel-good s'apparente plutôt à un style d'écriture très positif, dont l'objectif est de donner une vision positive de la vie, de l'actualité ou de simplement donner de l'espoir au lecteur. Si les romans sont majoritaires, la poésie et les documentaires (sur le développement personnel, par exemple) font aussi partie du paysage feel-good.
Le registre fait partie des outils de bibliothérapie, sans être exclusif.

#### Romans
Les romans feel-good, à l'instar des films, sont de genres variés. Les romans sentimentaux sont particulièrement présents dans les sélections feel-good, comme Les Quatre Filles du docteur March ou encore Et que ne durent que les moments doux de Virginie Grimaldi. On trouve aussi des contes (L'Alchimiste[réf. nécessaire]), des drames (Le Restaurant de l'amour retrouvé, Né sous une bonne étoile d'Aurélie Valognes) ou encore des récits de voyages comme Voyages avec ma tante de Graham Greene, 1969.

#### Poésie
La poésie peut elle aussi être désignée comme feel-good. Le poème d'Amanda Gorman, La Colline que nous gravissons, en est un bon exemple car il inspire de l'espoir.

#### Documentaires
Les documentaires feel-good sont un peu plus rares mais souvent présents dans les ouvrages sur le développement personnel comme Prendre soin de l'enfant intérieur du moine Thích Nhất Hạnh. D'autres genres sont également présents dans le registre, comme le dictionnaire humoristique de littérature Remède littéraires : se soigner par les livres des autrices Ella Berthoud et Susan Elderkin ou encore 100 Romans de Première Urgence pour (presque) tout soigner, de Stéphanie Janicot.

### Musique
La musique feel-good est un registre particulier que l'on retrouve beaucoup dans les playlists YouTube. Si des créateurs élaborent de plus en plus des contenus audios spécifiques, beaucoup d'éléments musicaux sont désignés feel-good au travers de playlists faites par des tiers. C'est-à-dire que le morceau musical n'a pas été écrit pour répondre spécifiquement aux critères du feel-good.
Indépendamment de cela, certains grands genres musicaux (comme le jazz ou le lo-fi contemporain) sont plus susceptibles d'être associés au style feel-good. En musique, les critères feel-good sont généralement basés sur le rythme, la mélodie et les paroles.
Parmi les titres les plus célèbres, on trouve Happy de Pharrell Williams, Hips don't lie de Shakira mais aussi le Prélude de la Suite pour violoncelle no 1 en sol majeur de Jean-Sébastien Bach.

### Radio et podcast
Dans le monde de la radio et du podcast, le feel-good n'est pas automatiquement associé à la comédie, même si cela peut en faire partie. De manière générale, l'exploration d'éléments du quotidien (émotions, questions de tous les jours ou philosophiques, vulgarisation de sujets considérés hors de portée du grand public) et/ou l'apport de solutions, dans un environnement sans jugement, sont communs.

#### Podcasts
Les podcasts feel-good sont nombreux. Les plus célèbres sont surtout des jeux audios inspirés de jeux de rôle comme Critical Role et The Adventure Zone (en).

#### Radiophonie
Les émissions de radio feel-good sont plus rares que les podcasts. L'émission Grand bien vous fasse ! d'Ali Rebeihi sur France Inter peut être mis dans la catégorie pour son choix des sujets abordés et parce qu'elle vulgarise avec optimisme les sciences, les philosophies et autres aspects du quotidien afin d'apporter des réponses aux questions de tous les jours,.

## Critiques
En France, bien que le registre soit populaire, il n'est pas officiellement reconnu par les structures nationales et universitaires. Si le sujet peut être abordé dans les cours magistraux, il est absent des études.
Un document feel-good est souvent fait de manière volontaire (par des auteurs, des éditeurs ou au travers de l'organisation de concours d'écriture). Néanmoins, il n'est pas rare que certains documents deviennent feel-good de manière involontaire, comme La Liste de mes envies de Grégoire Delacourt.
Le feel-good est souvent présenté comme la solution pour résoudre le mal-être. Or, la question "Est-ce réellement efficace ?" se pose elle aussi fréquemment. Si on constate beaucoup de cas où les contenus qui font du bien sont efficaces, ces mêmes contenus ne sont pas des solutions à long terme. En effet, même ce registre de documents peut avoir l'effet inverse de ce qui est espéré, car l'état d'esprit dans lequel le spectateur/lecteur se trouve est unique : il varie en fonction de l'environnement de la personne (par exemple, l'accumulation de mauvaises nouvelles fatalistes étouffantes) et les conditions physiques (exemple : la chimie interne d'un corps change si la personne est blessée physiquement ou victime de dépression, ce qui réduit les effets d'un élément positif).
En français, l'expression feel-good, dans son contexte de registre culturel, n'est pas traduisible. En effet, si d'autres expressions sont possibles, elles ne sont ni harmonieuses ni pratiques pour un usage régulier. Le débat est toujours en cours.